# Rehnuciera fuscomaculata
Rehnuciera fuscomaculata är en insektsart som först beskrevs av Bruner, L. 1911.  Rehnuciera fuscomaculata ingår i släktet Rehnuciera och familjen gräshoppor. Inga underarter finns listade i Catalogue of Life.